# 'O surdato 'nnammurato (film)
'O surdato 'nnammurato (Il soldato innamorato) è un film musicale e sentimentale del 1983 diretto da Ninì Grassia, che è anche produttore, soggettista e sceneggiatore.
Il film è uscito anche con i titoli alternativi: "Oi vita, oi vita mia" in Italia e "A Napolitan Love Story" sul mercato estero.

## Trama
Franco Russo parte per svolgere il servizio militare a Telese, e promette alla fidanzata Maria che la distanza non farà spegnere il suo amore per lei, e che le spedirà una lettera al giorno.
Dopo un primo periodo di assoluta fedeltà, il giovane, durante una libera uscita, conosce un'altra ragazza, Daniela, figlia del generale Squalo. I due si innamorano e decidono di sposarsi non appena Franco avrà terminato il servizio militare.
In seguito Franco riceve l'incarico di prestare servizio per un certo periodo nella casa del generale, padre di Daniela.
Intanto Maria, che non riceve più lettere né telefonate da Franco, sospettosa che questo abbia un'altra donna, decide di andare a controllare di persona. Arriva alla casa del generale, spacciandosi per la sorella di Franco, e scopre così la relazione che questo ha con Daniela. Torna a casa sconvolta, decisa a non volerne più sapere di lui.
Un giorno Daniela, per caso, trova nella giacca di Franco una lettera scritta da una certa Maria, ignara che fosse colei che aveva detto di essere sua sorella. L'apre e la legge: si rende conto che c'è qualcuno che ama Franco più di quanto lo faccia lei e non se la sente di portarglielo via. Così una sera rivela a Franco di sapere che c'è anche un'altra e lo esorta a tornare da lei.
A quel punto Franco le svela che quella ragazza è la stessa che si era presentata a casa sua e che aveva detto di essere sua sorella. Daniela capisce ogni cosa e lo incita di nuovo a tornare da lei perché è Maria la persona che lo ama davvero.
Congedato, torna a casa e scopre che Maria si è fidanzata. I suoi amici organizzano per il suo ritorno una festa, a cui è presente anche lei e il suo nuovo ragazzo. Ma, dopo aver cantato una canzone, su esortazione di tutti, i due si riavvicinano e scappano via.

## Cast
Revival del film La sciantosa del 1971 con Anna Magnani. La locandina porta come primi nomi quelli del cantante Franco Cipriani e di Annie Belle, raffigurati con primi piani, insieme a Elena Valentino. Del cast fa parte l'attore Gino Rivieccio, lanciato dal regista.